# Ante Roje (narodni heroj)
Ante Roje Levaj (Split, 7. veljače 1914. – 24. listopada 1982.), hrvatski komunistički revolucionar, partizanski zapovjednik, društveno-politički radnik SR Hrvatske i narodni heroj Jugoslavije.

## Životopis
Rođen je 1914. godine u Splitu, u siromašnoj obitelji. Završio je električarski zanat te je bio zaposlen u splitskom brodogradilištu. Bio je aktivan u radničkim društvima i organizacijama. Godine 1933. postao je član sindikata URS-a. Članovi sindikata brzo su ga izabrali za povjerenika podružnice metalaca sindikata URS-a. Početkom 1937. godine javio se za dobrovoljca u Internacionalnim brigadama, ali je uhićena cijela skupina od 180 dobrovoljaca. Policija ga je tukla i prisiljavala da izda organizatore, ali ništa nije priznao pa je mjesec dana kasnije pušten. Godine 1939. primljen je za člana Komunističke partije Hrvatske.
Bio je aktivan u provedbi odluka novog CK KPJ na čelu s Josipom Brozom, u radu na organizacijskom i idejnom sređivanju te jačanju partijske organizacije u Splitu. Bio je jedan od istaknutih članova novog Pokrajinskog komiteta KPH za Dalmaciju u borbi protiv frakcionaštva i oportunizma, kao i jedan od organizatora prosvjeda u povodu godišnjice napada nacističke Njemačke na Poljsku i općeg prosvjeda radnika, težaka i mladeži, zbog ubojstva radnika Vicka Buljanovića i zatvaranja Radničkog doma u prvoj polovici rujna 1940. godine. Zbog toga je uhićen i zatočen u Lepoglavi, gdje je nastavio svoj partijski rad te pohađao marksističku školu. Nakon povratka s robije, MK KPH Split povjerio mu je dužnost sekretara rajona Manuš.

## Narodnooslobodilačka borba
Nakon kapitulacije Jugoslavije 1941. Roje se, prema uputstvu PK KPH za Dalmaciju, povukao u tajnost. U svibnju 1941. postao je član borbenog odreda za izvođenje akcija, a krajem srpnja 1941. vodio je udarne grupe. Odlukom PK KPH za Dalmaciju od 9. kolovoza 1941. imenovan je za zapovjednika Kaštelansko-trogirskog partizanskog odreda.Prva uspješna akcija ovog odreda bila je rušenje vlaka na liniji Split - Perković, u blizini Kaštela.
Budući da se nije moglo ostvariti plan PK KPH za Dalmaciju o prebacivanju primorskih partizanskih odreda za Dinaru, PK KPH za Dalmaciju Roji je dao zadatak organiziranja udarnih grupa i provođenje oružanih akcija u okupiranom Splitu, koje je uspješno ostvario. Između ostalog, Roje je sa sekretarom CK KPH Radom Končarom izradio plan i izravno rukovodio uspješnim oružanim napadom na talijansku glazbenu skupinu i počasni odred divizije "Cacciatori delle Alpi" u noći 9. studenoga 1941. godine.
Nakon niza borbenih akcija, kada više nije mogao biti u gradu, PK KPH za Dalmaciju ga je uputio u Mosorski partizanski odred za zapovjednika čete, a sredinom ožujka 1942. godine imenovan je zapovjednikom Trogirsko - rogozničke čete. Krajem lipnja 1942. imenovan je za političkog komesara Srednjodalmatinskog partizanskog odreda. Istaknuo se u organizaciji obrane slobodnog dinarskog teritorija i slamanju ofanzive talijanskih snaga, ustaša i četnika u srpnju 1942. godine.
Sredinom studenog 1942. imenovan je za zamjenika političkog komesara Treće dalmatinske udarne brigade, a s njom je sudjelovao u Četvrtoj i Petoj neprijateljskoj ofenzivi. U to vrijeme bio je jedan od organizatora zadatka prijenosa velikog broja ranjenika. Nakon bitke na Gornjim Barama imenovan je za političkog komesara Druge dalmatinske brigade. Nakon uspješnog proboja sa Sutjeske u istočnu Bosnu, Roje je teško ranjen u borbama na Ozrenu.
Nakon izlaska iz bolnice, prema odluci Vrhovnog štaba NOV-a i POJ-a, otišao je na rad u Dalmaciju. PK KPH za Dalmaciju mu je sredinom studenog 1943. povjerio dužnost sekretara OK KPH za srednju Dalmaciju. Kad su jake njemačke snage 4. ožujka 1944. iznenada opkolile Osmu dalmatinsku brigadu, okružne komitete KPH i SKOJ i nekoliko vojnopozadinskih ustanova u području sela Blizna, Roje je organizirao proboj, odlučnim napadom razbio obruč i omogućio izvlačenje. Nekoliko dana kasnije, sa zaštitnim vodom koji se nalazio pri OK KPH, napao je njemačku kolonu i onemogućio je da ovlada Mosećom i iznenadi rukovodstvo i ustanove NOP-a na njegovim južnim padinama. Početkom listopada 1944. izabran je za člana OK KPH za Dalmaciju.

## Poslijeratna karijera
Po završetku rata, Roje je bio organizacijski i politički sekretar OK KPH za Dalmaciju ( 1945. – 1947. ) i načelnik organizacijsko-instruktorske uprave CK KPH. Završio je višu partijsku školu CK KPJ " Đuro Đaković ". Izabran je za predsjednika Oblasnog NOO za Dalmaciju i potpredsjednika Republičkog vijeća Saveza sindikata Hrvatske. Na 5. kongresu KPJ je izabran za kandidata za člana CK KPJ, a na Šestom i Sedmom kongresu za člana Kontrolne komisije CK SKJ; član CK KPH / SKH bio je od Drugog kongresa KPH do 1968. godine. Također je izabran i za zastupnika u Saboru NRH / SRH ( 1950. – 1954. godine i 1963. – 1967. ), bio je predsjednik Odbora za unutarnju politiku Sabora i predsjednik Administrativne komisije, a od 1967. do 1973. godine na funkciji u Saboru SRH. Za poslanika Savezne skupštine izabran je od 1950. do 1967. godine. Nakon toga je živio u Zagrebu, bio član Vijeća Republike i aktivan društveno-politički radnik.
Umro je 24. listopada 1982. godine.

## Odlikovanja i priznanja
Nositelj je Partizanske spomenice 1941., Ordena ratne zastave, Ordena zasluga za narod sa zlatnim i srebrnim vijencem te drugih jugoslavenskih i stranih odlikovanja među kojima je i poljski partizanski križ. Orden narodnog heroja dodijeljen mu je 27. studenoga 1953. godine.